# Nyomát
Nyomát (románul: Maiad) falu Romániában, Maros megyében. Nyárádgálfalva községhez tartozik, lakossága 2011-ben 453 fő volt.

## Fekvése
A falu a Nyomát patakának észak-déli irányú völgyében fekszik, Marosvásárhelytől 12 km-re keletre, Nyárádgálfalvától 3 km-re északnyugatra. A falut dombok veszik körül, ezek közül legmagasabb a 498 méteres Nyomáti-tető (Dealul Maiad), ahonnan kiváló rálátás nyílik Nyomátra és a környező falvakra.

## Nevének eredete
A hagyomány szerint nevét egy Moniat (vagy Maniat) nevű remetéről kapta, aki kápolnát épített ide, feltehetőleg a 13. század elején, vagy a 14. században. Temploma védőszentje után egykor Boldogasszonyfalvának is hívták.
Legelőször 1513-ban említik Monyath néven. 1567-ben Monyat, 1580-ban Moniat vagy Boldogasszonyfalva, 1583-ban Moniád néven jelenik meg. A Monyat név szerepel egy jóval későbbi, 1764-es okmányban is.
A Nyomát névalak 1713-ban jelenik meg először, majd a 19. századtól ez lesz az általánosan használt forma. Román elnevezése 1857-ben Niomatu, 1909-től Maiad.

## Története
A Moniat remete által épített katolikus kápolnát a faluközpontban álló unitárius templom elődjének tartják, és az Árpád-korra datálják. A reformáció után a reformátusok és az unitáriusok használták, majd 1634-ben a többségben levő unitárius híveknek ítélték. A reformátusok ekkor külön templomot építettek.
A falut 1567-ben 9 háztartással jegyezték, a 19. század közepén 83 házat számlált. 1910-ben 688, túlnyomórészt magyar lakosa volt. A trianoni békeszerződésig Maros-Torda vármegye Marosi felső járásához tartozott. 1966-ban 543, 1992-ben 400, 2002-ben 414, 2011-ben 453 lakosa volt.

## Látnivalók
- Unitárius templomának elődje román stílusban épült, korabeli freskókkal. 1634-ig az unitáriusok a reformátusokkal közösen használták, ekkor a többségben levő unitáriusoknak ítélték oda. Országos jelentőségű műemlék.[3]
- Mai református templomának elődje 1893-ból származik; az 1990-es években újjáépítették.[8]
- Mai ortodox temploma 1919-ből származik.[9]

## Képek

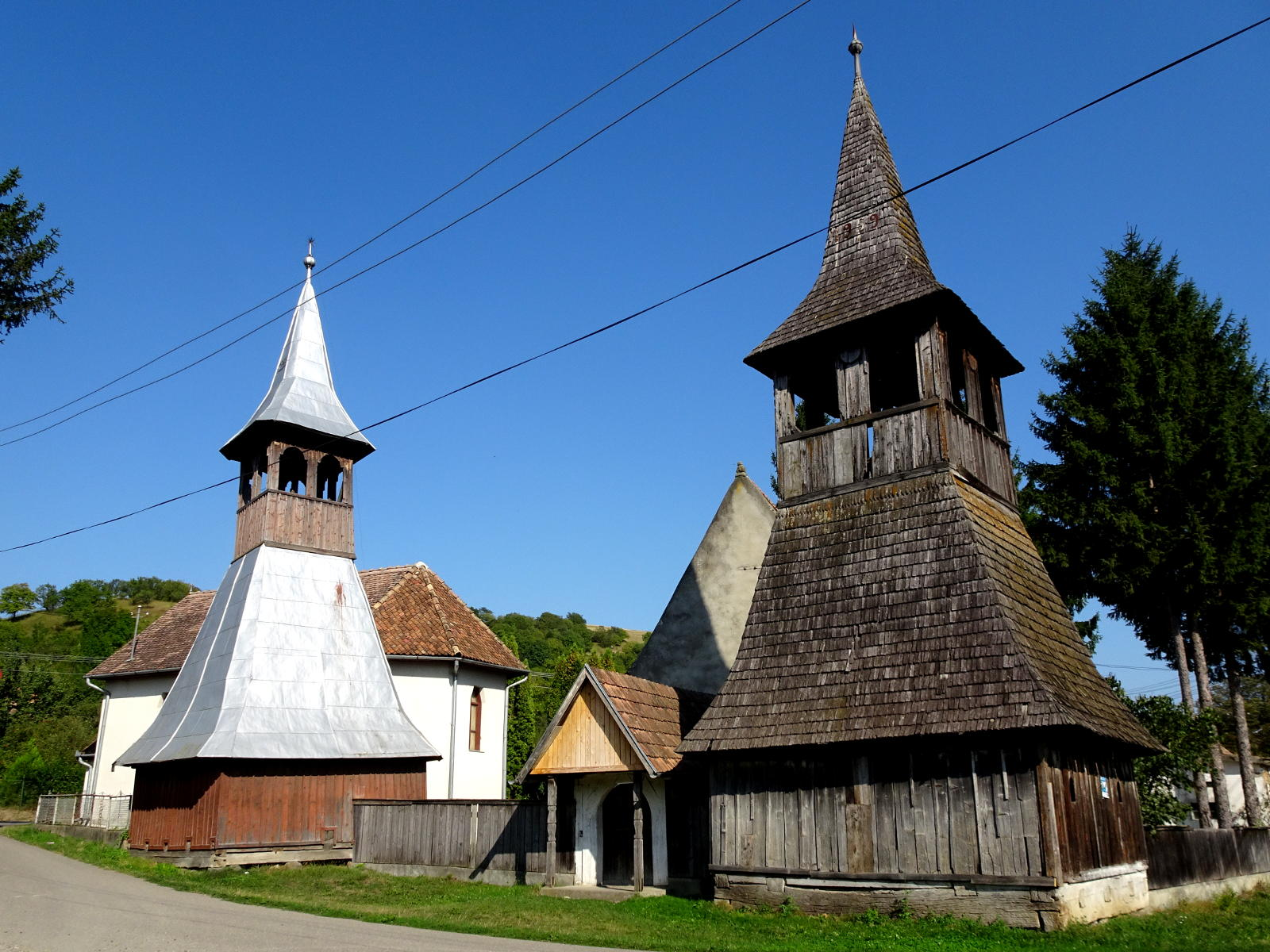
Református (balra) és unitárius templom
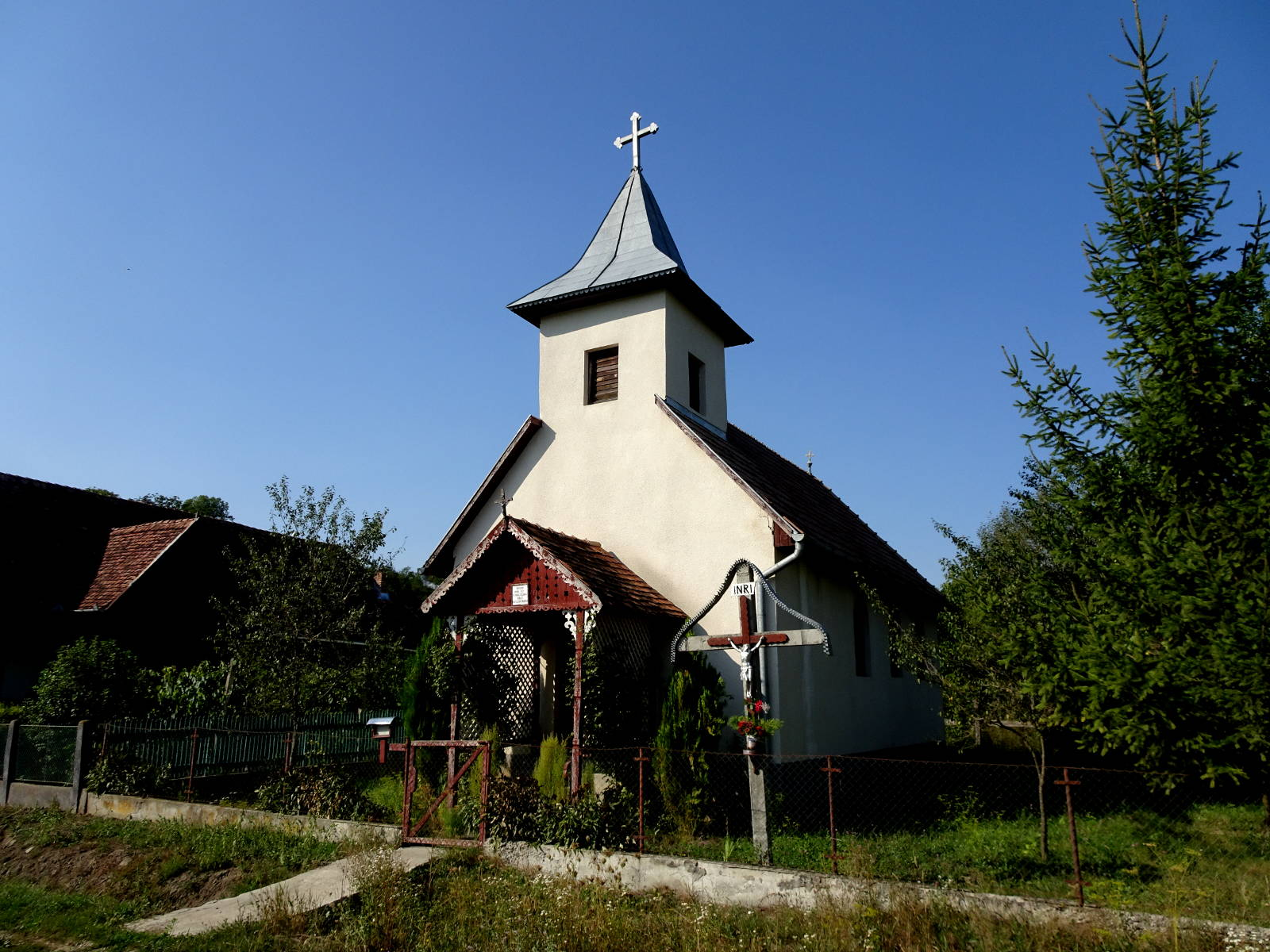
Katolikus templom
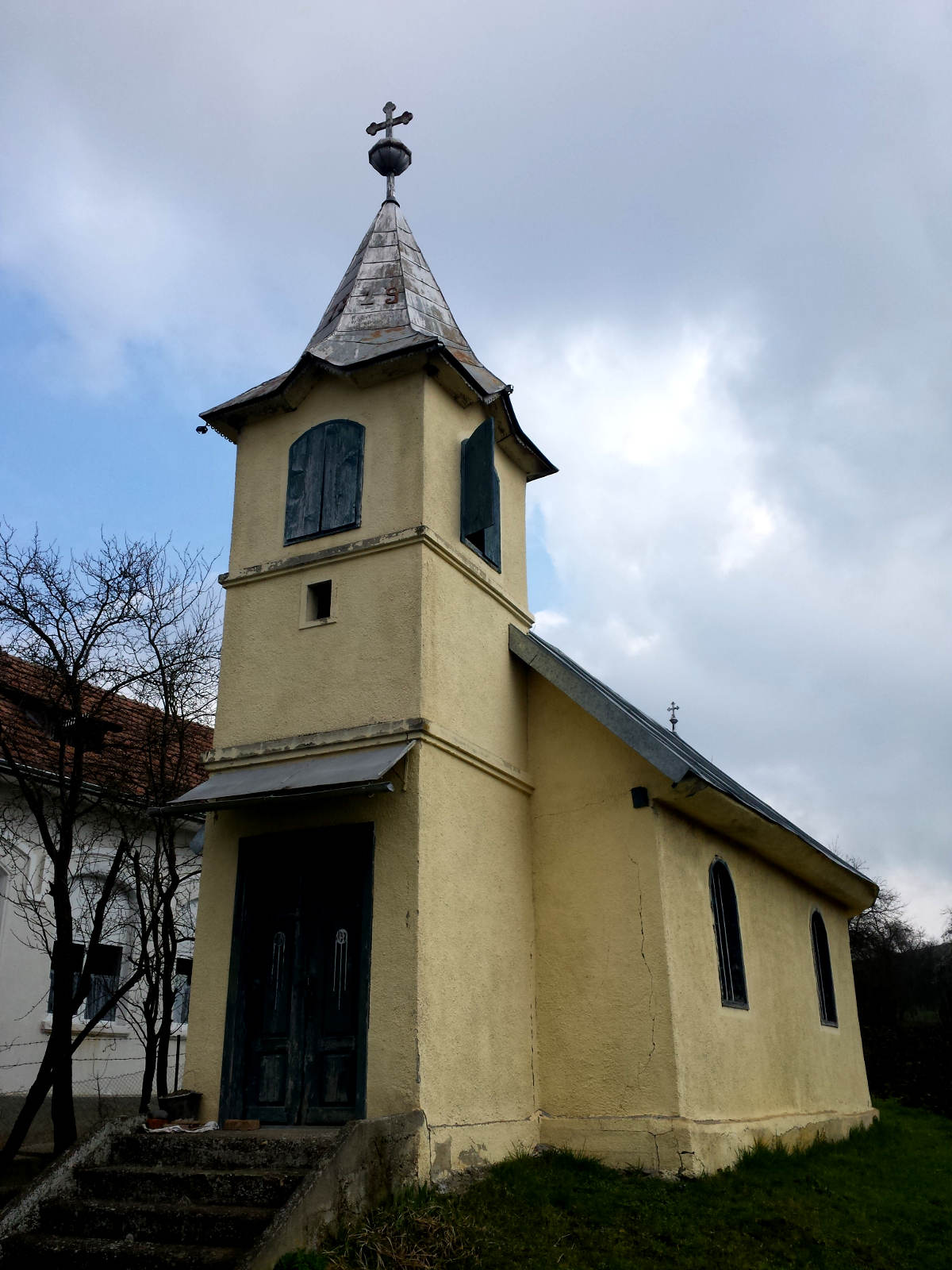
Ortodox templom
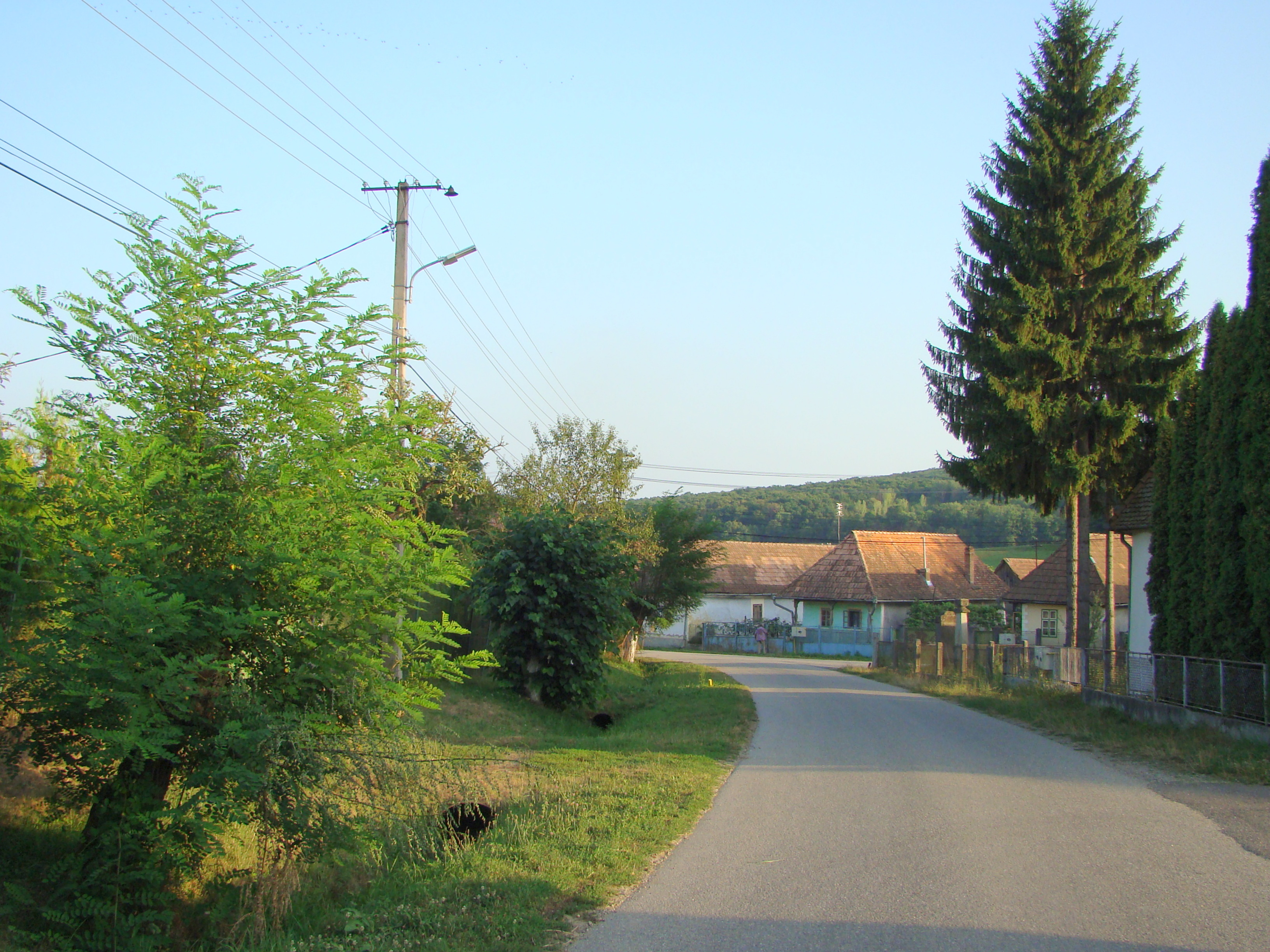
Falurészlet
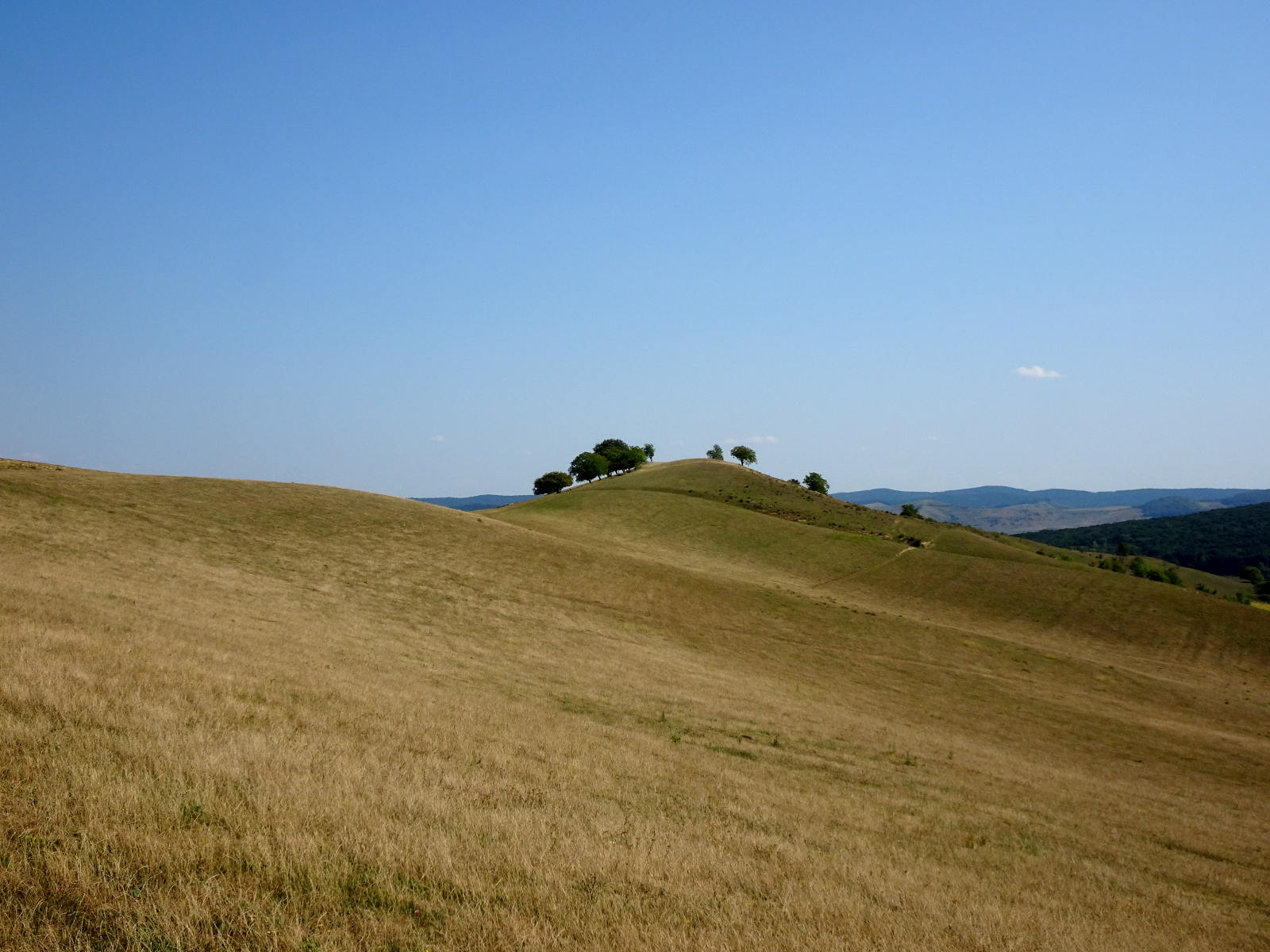
A Nyomáti-tető